# Geminius (Anhänger des Antonius)
Geminius war ein in der zweiten Hälfte des 1. Jahrhunderts v. Chr. lebender römischer Politiker. Er war ein Anhänger des Triumvirn Marcus Antonius.
Als 32 v. Chr. die Kriegsvorbereitungen für den Endkampf zwischen Antonius und seinem Triumviratskollegen Octavian um die Alleinherrschaft im Römischen Reich im vollen Gang waren, gab es einen lebhaften Streit im Lager des Antonius, ob Kleopatra, die den Krieg mitmachte, wieder nach Ägypten zurückgeschickt werden sollte. Ranghohe Anhänger des Antonius wie die aus Rom geflüchteten Konsuln Gnaeus Domitius Ahenobarbus und Gaius Sosius drängten bereits in Ephesos, allerdings vergeblich, insbesondere deshalb auf Kleopatras Entfernung aus dem Hauptquartier, weil die ägyptische Königin die beste Munition für Octavians Propaganda lieferte. Viele Männer des Führungsstabs des Antonius betrachteten außerdem den Konflikt zwischen den Triumvirn als eine rein innerrömische Auseinandersetzung und waren wohl über das selbstbewusste Auftreten der Ptolemäerin irritiert. Nach anderer Interpretation soll die Entfernung Kleopatras in der Hoffnung verlangt worden sein, dadurch den Bürgerkrieg mit Octavian doch noch vermeiden zu können.
Die Parteigänger des Antonius in Italien schickten Geminius nach Athen, wo er auf Antonius erneut einwirken sollte, die Ptolemäerin heimzuschicken. Die kleopatrafeindliche Überlieferung bei Plutarch behauptet, dass die Königin Geminius sofort verdächtigt habe, ein Unterhändler von Antonius’ römischer Gattin Octavia zu sein, und ihn daher stets verletzend habe behandeln lassen. Geminius habe diese Zurücksetzung über sich ergehen lassen in der Hoffnung, dass er einmal eine Privataudienz bei Antonius erhalten werde. Während einer Mahlzeit, bei der schon viel Alkohol konsumiert worden war, sei Geminius schließlich aufgefordert worden, sich über den Zweck seiner Mission zu erklären. Doch Geminius habe sich mit seiner Erwiderung, dass im Fall von Kleopatras Rückkehr in ihr Heimatland alles gut werde, nur den Zorn des Antonius zugezogen. Die Königin aber habe bemerkt, dass Geminius klug gewesen sei, auch ohne Anwendung von Folter die Wahrheit zu sagen. Wenig später sei Geminius, ohne seine Aufgabe erfüllt zu haben, wieder nach Rom zurückgekehrt.
Plutarch prangert mit dieser Episode den angeblichen Hochmut der ägyptischen Monarchin an, die sogar einen Römer mit der Folter bedroht habe, obwohl die Folterung römischer Bürger nach römischem Recht verboten war. Der Historiker Michael Grant räumt ein, dass die Details der Darstellung bei Plutarch nicht unbedingt Anspruch auf Wahrheit erheben können, meint aber, dass es grundsätzlich wahrscheinlich sei, dass einer oder mehrere aus Rom abgesandte Boten Antonius zur Rücksendung Kleopatras nach Ägypten bewegen sollten. Äußerst zweifelhaft ist der Bericht Plutarchs für den Althistoriker Christoph Schäfer.